# Natale Abbadia
Natale Abbadia, född 11 mars 1782 i Rom, död 25 december 1861 i Rom, var en italiensk kompositör och körledare.
Han var verksam vid Teatro Carlo Felice i Genua mellan 1831 och 1837, men flyttade sedermera till Milano. Han visade tidigt anlag för musik och förbluffade sina lärare då han vid tolv års ålder med bravur kunde framföra mycket svåra stycken på cembalo. Vid tjugo års ålder komponerade han en sakral mässa för tre stämmor och en för fyra, vilka mottogs gynnsamt av publiken. Han skrev en fars för teatern med titeln L'imbroglione e il castigamatti och ett drama, La Giannina di Pontieu ovvero La Villanella d'onore. Abbadias dotter Luigia var mezzosopran och sånglärare.